# Harald V di Norvegia
Harald V (Skaugum, 21 febbraio 1937) è il re di Norvegia dal 1991, unico figlio maschio di Olav V e della principessa Marta di Svezia.
È il primo re di Norvegia a essere nato nel paese dai tempi di re Olav IV Haakonsson (1370 - 1387). Alla nascita era secondo nella linea di successione dopo suo padre. Nel 1940, a seguito dell'occupazione tedesca durante la seconda guerra mondiale, la famiglia reale andò in esilio. Harald trascorse parte della sua infanzia in Svezia e negli Stati Uniti. Tornò in Norvegia nel 1945 e successivamente studiò all'Università di Oslo, all'Accademia militare di Norvegia e al Balliol College dell'Università di Oxford. Nel 1957, alla morte del nonno, re Haakon VII, Harald divenne principe ereditario. Appassionato sportivo, rappresentò il suo paese nelle competizioni di vela alle Olimpiadi di Tokyo 1964, Città del Messico 1968 e Monaco di Baviera 1972 e più tardi divenne patrono della Federazione Internazionale della Vela. Nel 1968 sposò la borghese Sonja Haraldsen. Inizialmente tale matrimonio fu contrastato a causa dello status di comune cittadina della Haraldsen. La coppia ha due figli, Martha Louise e Haakon, l'erede al trono.

## Primi anni di vita e formazione

### Nascita

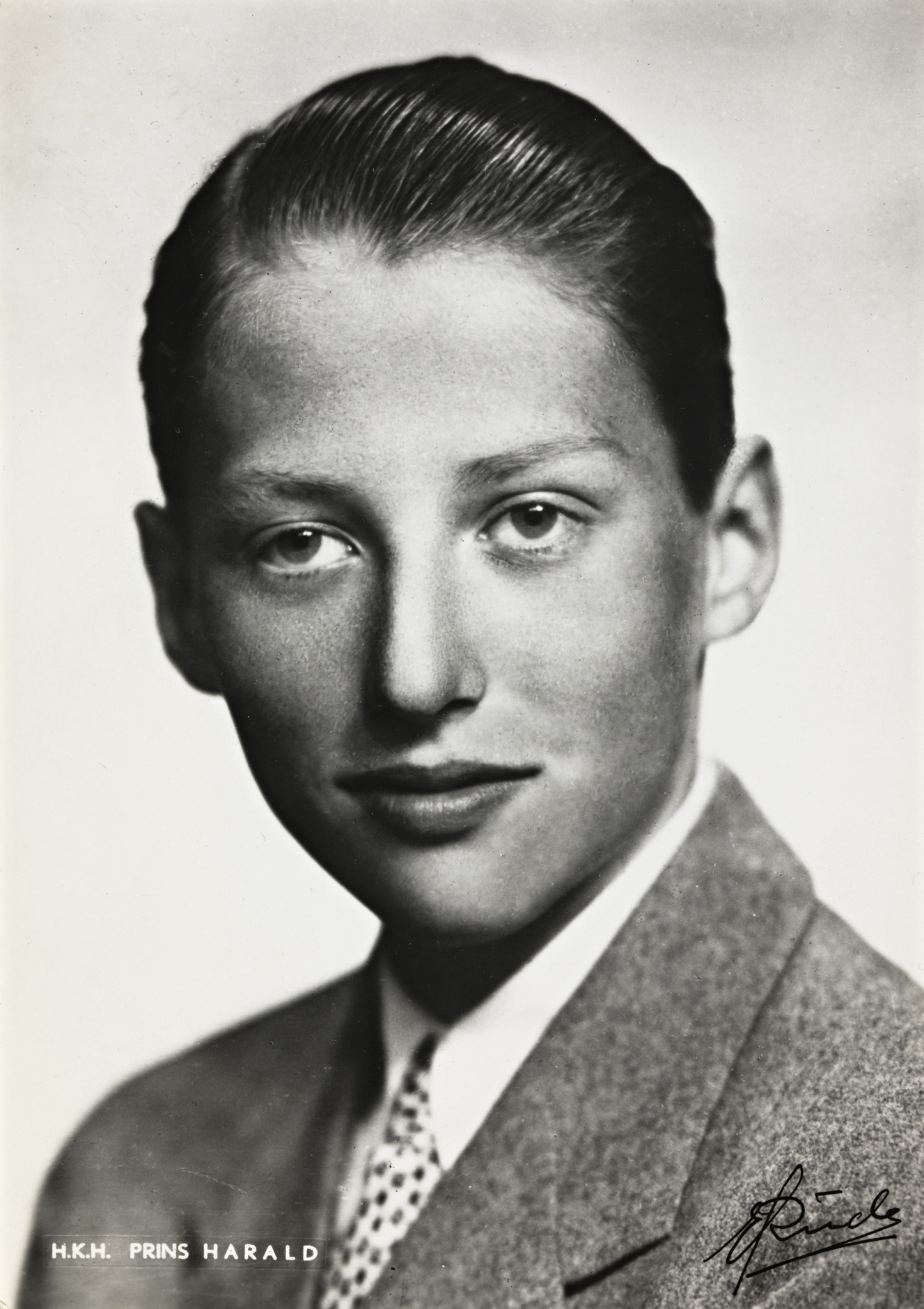
Fotografia ritraente il principe Harald

Il principe Harald nacque nella residenza di Skaugum, presso Akershus, il 21 febbraio 1937 e venne battezzato nella cappella reale del Palazzo reale di Oslo il 31 marzo successivo da monsignor Johan Lunde. I suoi padrini furono: i suoi nonni paterni, re Haakon VII e la regina Maud; i nonni materni, Carlo, duca di Västergötland e Ingeborg di Danimarca; suo zio materno Leopoldo III del Belgio; suo cugino re Giorgio VI del Regno Unito; la sua prozia paterna, la regina Maria di Teck e la sua cugina di secondo grado, la principessa Ingrid di Svezia. I suoi genitori avevano già due figlie, Ragnhild e Astrid.

### Seconda guerra mondiale
Nel 1940 l'intera famiglia reale dovette fuggire da Oslo a causa dell'invasione tedesca. Fu ritenuto più sicuro dividere la famiglia. Il re e il principe ereditario Olav rimasero in Norvegia e la principessa ereditaria fuggì in Svezia con i tre figli. Questa partì la notte del 10 aprile ma, anche se svedese di nascita, ebbe problemi alla stazione di confine. Secondo la principessa Astrid e altri che erano presenti, riuscirono a passare solo dopo che il conducente minacciò di speronare il cancello. Altre fonti non descrivono la fuga in modo così drammatico. Tuttavia, quando il re e il principe ereditario avevano consultato il ministro degli esteri svedese Christian Günther chiedendo se potevano dormire una notte in Svezia senza essere internati, gli fu negato.
Harald trascorse i giorni successivi a Sälen prima di muoversi verso la residenza del duca di Västergötland a Frötuna il 16 aprile. Il 26 aprile il gruppo si trasferì a Drottningholm, presso Stoccolma. Re Gustavo V era contento di aver una relazione amichevole con i suoi ospiti norvegesi ma il tema della guerra in Norvegia non era da sollevare in sua presenza. Tuttavia, i politici svedesi influenti, tra cui il ministro della giustizia Karl Gustaf Westman volevano che la principessa Marta e il principe Harald ritornassero in Norvegia in modo tale che i tedeschi potessero proclamare Harald re. Dopo che il sovrano e il principe ereditario lasciarono la Norvegia il 7 giugno sentirono che la Svezia non fosse il posto migliore per il resto della famiglia e iniziarono a pianificare un trasferimento negli Stati Uniti. Il 17 agosto la principessa Marta e i suoi figli partirono per gli Stati Uniti da Petsamo, in Finlandia, a bordo della nave da trasporto dell'esercito statunitense American Legion.

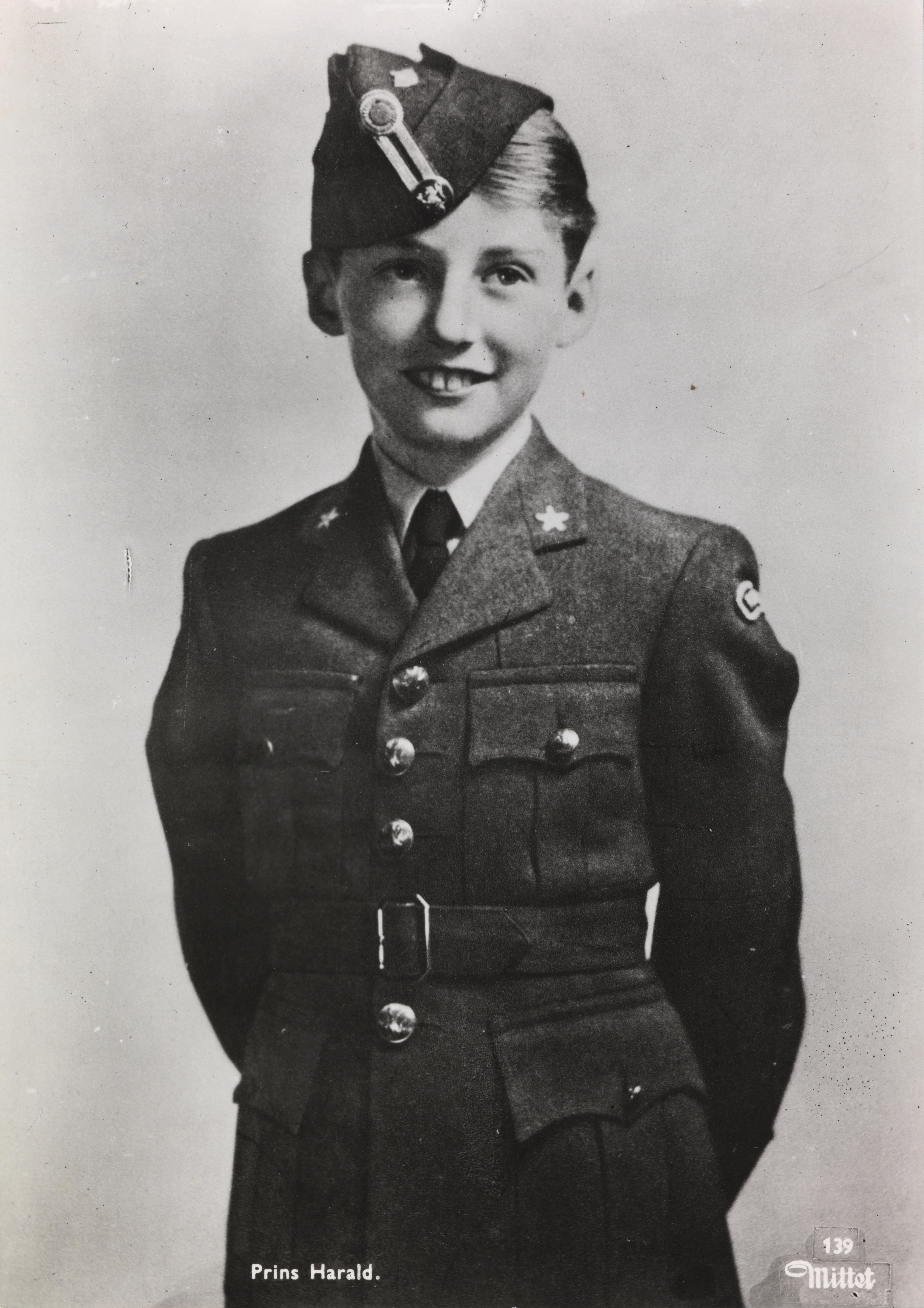
Il principe Harald nel 1943

Harald, sua madre e le sorelle vissero a Washington durante la guerra, mentre re Haakon VII e il principe ereditario Olav rimasero a Londra con il governo norvegese in esilio. Uno degli eventi degni di nota della permanenza di Harald negli Stati Uniti fu la sua partecipazione in piedi dietro a Franklin Delano Roosevelt quando questi prestò giuramento per il suo quarto mandato sul portico sud della Casa Bianca nel 1945. Tali esperienze infantili si riflettono in una traccia di accento americano quando Harald parla inglese. Il libro di Doris Kearns Goodwin  No Ordinary Time: Franklin and Eleanor Roosevelt and the Home Front in World War II contiene un quadro dell'allora principe Harald che gioca con Fala, il cane del presidente, sul prato nord della Casa Bianca nel 1944.
Harald visitò le truppe norvegesi negli Stati Uniti. Il principe fece anche delle visite al di fuori degli Stati Uniti. Si recò al Nord per visitare il personale norvegese alla base di addestramento "Little Norway" nell'Ontario, in Canada. Dal 1943 frequentò la White Hall Country School. Tornò in Norvegia con la sua famiglia alla fine della guerra nel 1945.

### Ritorno in patria

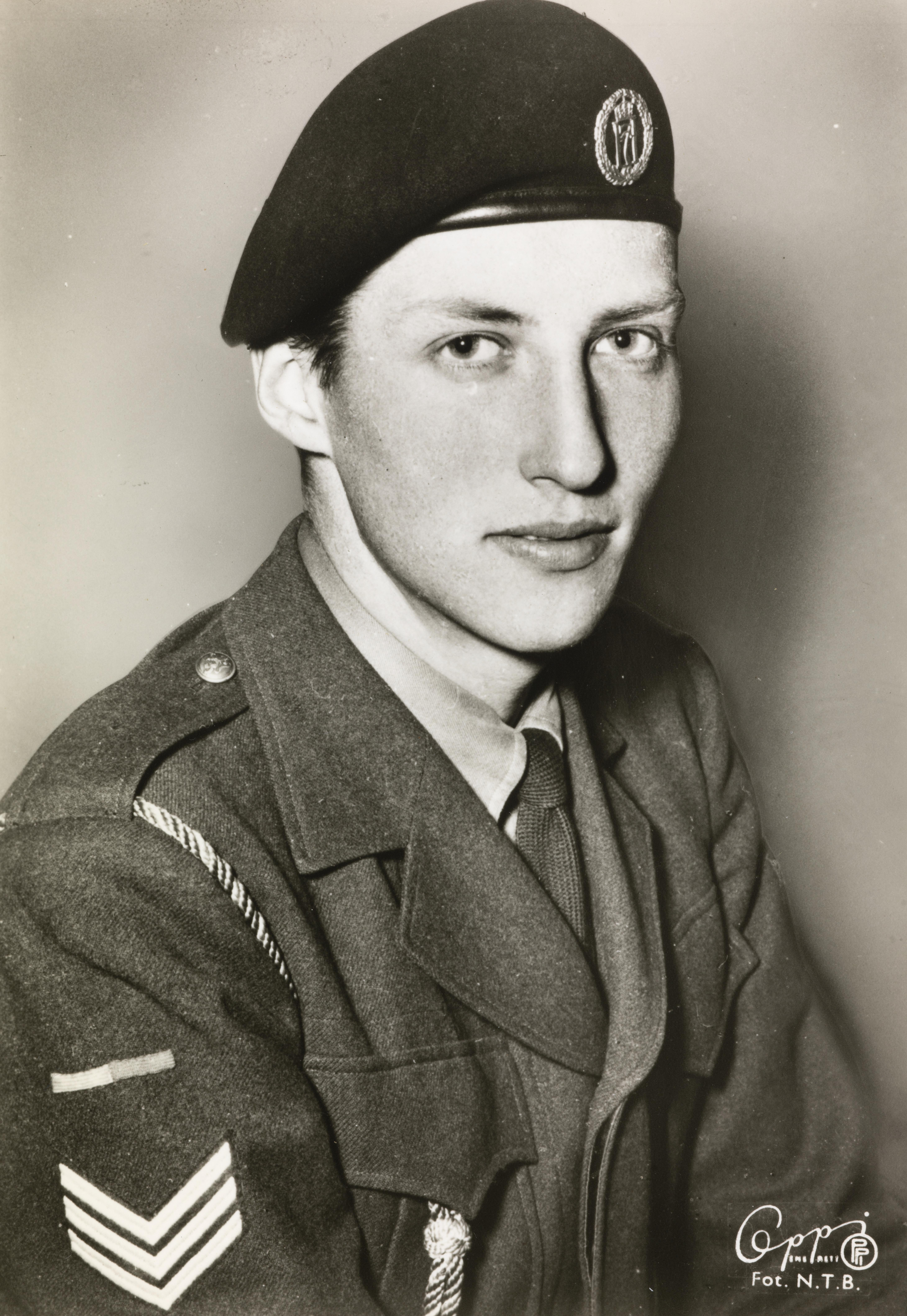
Il principe Harald nel 1955

Nell'autunno del 1945 si iscrisse al terzo grado della Smestad Skole; fu il primo membro della famiglia reale a frequentare la scuola pubblica. Nel 1954 sua madre morì di tumore e quattro anni più tardi, nel 1958, morì anche la sua nonna materna, Ingeborg di Danimarca. Nel 1955 si diplomò alla scuola cattedrale di Oslo e nell'autunno dello stesso anno iniziò a frequentare l'Università di Oslo. In seguito frequentò la scuola per aspiranti ufficiali di cavalleria a Trandum a cui seguì l'iscrizione presso l'Accademia militare norvegese in cui si laureò nel 1959.
Nel 1960 entrò nel Balliol College dell'Università di Oxford dove studiò storia, economia e politica. Quando era studente a Oxford fu un appassionato atleta e suo insegnante di canottaggio fu il suo compagno di studi e amico Nick Bevan, uno dei più celebri allenatori della scuola britannica di canottaggio. Nel 1960 fece il suo primo viaggio ufficiale all'estero: visitò gli Stati Uniti in occasione del cinquantesimo anniversario della Fondazione scandinavo-americana.

## Età adulta
Il 27 settembre 1957 Harald partecipò al suo primo Consiglio di Stato e il 21 febbraio dell'anno successivo prestò giuramento sulla Costituzione della Norvegia. Nello stesso anno fu per la prima volta reggente in assenza del re.
Alla morte del padre, il 17 gennaio 1991, Harald succedette al trono norvegese. Dopo 648 anni, è il primo monarca a essere nato in Norvegia; l'ultimo era stato Olaf IV. Harald V è il sesto re di Norvegia a portare questo nome e il primo dopo 855 anni. Gli altri cinque re che hanno portato il suo nome sono Harald Bellachioma, Harald Mantogrigio, Harald Dente Azzurro, Harald Hardrada e Harald Gille. Harald Dente Azzurro non è in genere conteggiato nella lista dei sovrani norvegesi.
Dato che la cerimonia di incoronazione venne abolita con un emendamento costituzionale nel 1908, re Harald V giurò in Parlamento il 21 gennaio 1991 e ricevette la solenne benedizione nella cattedrale di Trondheim il 23 giugno seguente.
Il re presiede il Consiglio di Stato al Palazzo reale di Oslo ogni venerdì. Ha anche incontri settimanali con il Primo ministro e il ministro degli esteri. Riceve inviati stranieri e apre il Parlamento ogni ottobre. Secondo la Costituzione norvegese, nomina il Governo. Dal 1884 in Norvegia è in vigore il parlamentarismo e il Governo deve avere la fiducia del Parlamento. Il re nomina il leader della coalizione di maggioranza capo dell'Esecutivo. Quando la situazione parlamentare non è chiara il sovrano consulta il presidente del Parlamento e riceve il Primo ministro. Viaggia molto in tutta la Norvegia e compie visite ufficiali in altri Paesi.
Per quattro volte all'inizio del XXI secolo non è stato in grado di esercitare le sue funzioni di monarca a causa di problemi di salute: dal dicembre del 2003 a metà aprile del 2004 per un carcinoma della vescica, dall'aprile ai primi di giugno del 2005 per stenosi aortica dall'8 al 23 gennaio 2020 e infine dal 28 settembre al 31 ottobre 2020 sempre per stenosi aortica. In tutte le occasioni il principe ereditario Haakon Magnus ha servito come reggente.
Fino al 2012, il re di Norvegia è stato, secondo la costituzione, il capo formale della Chiesa di Norvegia. Con la riforma costituzionale del 21 maggio 2012 il re non è più il capo formale della Chiesa ma è ancora necessario che sia di religione evangelica luterana. Tale riforma è entrata in vigore il 1º gennaio 2017.
Nel 2015 è diventato il primo monarca regnante a visitare l'Antartide, avendo visitato la dipendenza norvegese della Terra della Regina Maud.

### Matrimonio e discendenza
La sua relazione con la borghese Sonja Haraldsen cominciò nel 1959 e restò segreta, per via delle sue origini non nobili, sino al 1968, quando l'allora principe ereditario minacciò di rinunciare a tutti i diritti regali per sposarsi con Sonja. Dopo essersi consultato con il governo, re Olav V (1903-1991) acconsentì alle nozze, che ebbero luogo il 29 agosto dello stesso anno presso la cattedrale di Oslo.
Harald e Sonja hanno due figli:
- Marta Luisa, nata il 22 settembre 1971, sposata dal maggio 2002 con lo scrittore danese Ari Mikael Behn fino alla separazione nel 2016, ha dato al re e alla regina tre nipotine: Maud Anjelica nata il 29 aprile 2003, Lea Isadora nata l'8 aprile 2005 ed Emma Tallulah nata il 29 settembre 2008;[9]
- Haakon Magnus, nato il 20 luglio 1973, sposatosi il 25 agosto 2001 con Mette-Marit (1973), ha due figli: la principessa Ingrid Alexandra nata il 21 gennaio 2004 che occupa il secondo posto nella linea di successione e il principe Sverre Magnus nato il 3 dicembre 2005.[10]

## Sport
Velista appassionato, Harald ha rappresentato la Norvegia nelle competizioni di vela alle Olimpiadi di Tokyo 1964, Città del Messico 1968 e Monaco di Baviera 1972. A quelli di Tokyo del 1964 fu portabandiera nella cerimonia di apertura.
Nel 1994 il re e suo figlio Haakon Magnus aprirono i Giochi olimpici invernali di Lillehammer. Il sovrano aprì i giochi, mentre il principe ereditario accese il braciere olimpico, rendendo omaggio sia al re sia al defunto nonno. Il sovrano rappresentò la Norvegia alle cerimonie di apertura dei Giochi di Torino 2006 e Pechino 2008. Non era presente invece alla cerimonia di apertura dei Giochi di Vancouver 2010. Era presente il principe ereditario. Il re e la regina invece assistettero ai giochi.
Nel Campionato del Mondo con il suo equipaggio di vela vinse le medaglie di bronzo nel 1988, d'argento nel 1982 e d'oro nel 1987. Nel luglio del 2005 il re e il suo equipaggio a bordo della barca a vela reale Fram XV vinsero l'oro ai Campionati Europei in Svezia. Ai mondiali del 2007 il sovrano si classificò sesto.
Nel 2016 re Harald V ha gareggiato con una squadra di vela ai Campionati del Mondo di Toronto, sul lago Ontario. Il re è arrivato secondo nella categoria flotta classica. La stampa canadese lo ha soprannominato "re-marinaio" dopo la pubblicazione di una sua fotografia che lo ritrae al timone dello yacht "Sira".

## Ascendenza
|                        |                    |                             | Genitori                          |  |  | Nonni |  |  | Bisnonni                   |  |  | Trisnonni                 |  |
|                        |                    |                             |                                   |  |  |       |  |  | Federico VIII di Danimarca |  |  | Cristiano IX di Danimarca |  |
|                        |                    |                             |                                   |  |  |       |  |  | Federico VIII di Danimarca |  |  | Cristiano IX di Danimarca |  |
|                        |                    | Luisa d'Assia-Kassel        |                                   |  |  |       |  |  | Federico VIII di Danimarca |  |  |                           |  |
| Haakon VII di Norvegia |                    |                             |                                   |  |  |       |  |  | Federico VIII di Danimarca |  |  |                           |  |
|                        |                    | Luisa di Svezia             | Carlo XV di Svezia                |  |  |       |  |  |                            |  |  |                           |  |
|                        |                    | Luisa di Svezia             | Carlo XV di Svezia                |  |  |       |  |  |                            |  |  |                           |  |
|                        |                    | Luisa di Svezia             | Luisa dei Paesi Bassi             |  |  |       |  |  |                            |  |  |                           |  |
| Olav V di Norvegia     |                    | Luisa di Svezia             |                                   |  |  |       |  |  |                            |  |  |                           |  |
|                        |                    | Edoardo VII del Regno Unito | Alberto di Sassonia-Coburgo-Gotha |  |  |       |  |  |                            |  |  |                           |  |
|                        |                    | Edoardo VII del Regno Unito | Alberto di Sassonia-Coburgo-Gotha |  |  |       |  |  |                            |  |  |                           |  |
|                        |                    | Edoardo VII del Regno Unito | Vittoria del Regno Unito          |  |  |       |  |  |                            |  |  |                           |  |
| Maud di Gran Bretagna  |                    | Edoardo VII del Regno Unito |                                   |  |  |       |  |  |                            |  |  |                           |  |
|                        |                    | Alessandra di Danimarca     | Cristiano IX di Danimarca         |  |  |       |  |  |                            |  |  |                           |  |
|                        |                    | Alessandra di Danimarca     | Cristiano IX di Danimarca         |  |  |       |  |  |                            |  |  |                           |  |
|                        |                    | Alessandra di Danimarca     | Luisa d'Assia-Kassel              |  |  |       |  |  |                            |  |  |                           |  |
| Harald V di Norvegia   |                    | Alessandra di Danimarca     |                                   |  |  |       |  |  |                            |  |  |                           |  |
|                        | Oscar II di Svezia | Oscar I di Svezia           |                                   |  |  |       |  |  |                            |  |  |                           |  |
|                        | Oscar II di Svezia | Oscar I di Svezia           |                                   |  |  |       |  |  |                            |  |  |                           |  |
|                        | Oscar II di Svezia | Giuseppina di Leuchtenberg  |                                   |  |  |       |  |  |                            |  |  |                           |  |
| Carlo di Svezia        | Oscar II di Svezia |                             |                                   |  |  |       |  |  |                            |  |  |                           |  |
|                        |                    | Sofia di Nassau             | Guglielmo di Nassau               |  |  |       |  |  |                            |  |  |                           |  |
|                        |                    | Sofia di Nassau             | Guglielmo di Nassau               |  |  |       |  |  |                            |  |  |                           |  |
|                        |                    | Sofia di Nassau             | Paolina di Württemberg            |  |  |       |  |  |                            |  |  |                           |  |
| Marta Sofia di Svezia  |                    | Sofia di Nassau             |                                   |  |  |       |  |  |                            |  |  |                           |  |
|                        |                    | Federico VIII di Danimarca  | Cristiano IX di Danimarca         |  |  |       |  |  |                            |  |  |                           |  |
|                        |                    | Federico VIII di Danimarca  | Cristiano IX di Danimarca         |  |  |       |  |  |                            |  |  |                           |  |
|                        |                    | Federico VIII di Danimarca  | Luisa d'Assia-Kassel              |  |  |       |  |  |                            |  |  |                           |  |
| Ingeborg di Danimarca  |                    | Federico VIII di Danimarca  |                                   |  |  |       |  |  |                            |  |  |                           |  |
|                        |                    | Luisa di Svezia             | Carlo XV di Svezia                |  |  |       |  |  |                            |  |  |                           |  |
|                        |                    | Luisa di Svezia             | Carlo XV di Svezia                |  |  |       |  |  |                            |  |  |                           |  |
|                        |                    | Luisa di Svezia             | Luisa dei Paesi Bassi             |  |  |       |  |  |                            |  |  |                           |  |
|                        |                    | Luisa di Svezia             |                                   |  |  |       |  |  |                            |  |  |                           |  |

### Ascendenza patrilineare
1. Elimar I di Oldenburg, (1040-1102), conte di Oldenburg
2. Elimar II di Oldenburg (1070-1142), conte di Oldenburg
3. Cristiano I di Oldenburg (1123-1167), conte di Oldenburg
4. Maurizio I di Oldenburg (1150-1209), conte di Oldenburg
5. Cristiano II di Oldenburg (?-1233), conte di Oldenburg
6. Giovanni I di Oldenburg (1204-1268/70), conte di Oldenburg
7. Cristiano III di Oldenburg (?-1285), conte di Oldenburg
8. Giovanni II di Oldenburg (?-1314/16), conte di Oldenburg
9. Corrado I di Oldenburg (1302-1347), conte di Oldenburg
10. Cristiano V di Oldenburg (1342-1399), conte di Oldenburg
11. Dietrich di Oldenburg (1390-1440), conte di Oldenburg
12. Cristiano I di Danimarca (1426-1481), re di Danimarca, di Norvegia e di Svezia
13. Federico I di Danimarca (1471-1533), re di Danimarca e di Norvegia
14. Cristiano III di Danimarca (1503-1559), re di Danimarca e di Norvegia
15. Giovanni di Schleswig-Holstein-Sonderburg (1545 – 1562), duca di Schleswig-Holstein-Sonderburg
16. Alessandro di Schleswig-Holstein-Sonderburg (1573-1627), duca di Schleswig-Holstein-Sonderburg
17. Augusto Filippo di Schleswig-Holstein-Sonderburg-Beck (1612-1675), duca di Schleswig-Holstein-Sonderburg-Beck
18. Federico Luigi di Schleswig-Holstein-Sonderburg-Beck (1653 –1728), duca di Schleswig-Holstein-Sonderburg-Beck
19. Pietro Augusto di Schleswig-Holstein-Sonderburg-Beck (1697-1775), duca di Schleswig-Holstein-Sonderburg-Beck
20. Carlo Antonio di Schleswig-Holstein-Sonderburg-Beck (1727-1759), duca di Schleswig-Holstein-Sonderburg-Beck
21. Federico Carlo di Schleswig-Holstein-Sonderburg-Beck (1757-1816), duca di Schleswig-Holstein-Sonderburg-Beck
22. Federico Guglielmo di Schleswig-Holstein-Sonderburg-Glücksburg (1785-1831), duca di Schleswig-Holstein-Sonderburg-Glücksburg
23. Cristiano IX di Danimarca (1818-1906), re di Danimarca
24. Federico VIII di Danimarca (1843-1913), re di Danimarca
25. Haakon VII di Norvegia (1872-1957), re di Norvegia
26. Olav V di Norvegia (1903-1991), re di Norvegia
27. Harald V di Norvegia (1937), re di Norvegia